# Протез яичка
Протезирование яичка — искусственная замена яичка, потерянного в результате операции или травмы. Протез яичка изготавливается из силиконовой резины, наполненного солевым раствором и имплантируется в мошонку, что  визуально придает вид наличия обоих яичек и предотвращает усадку мошонки. Также, протезирование яичек проводится по желанию трансгендерным и интерсекс-мужчинам или небинарным трансмаскулинным людям, обычно в сочетании с другими операциями, например, такими как вагинэктомия, метоидиопластика, фаллопластика.